# Cocina de la papa

Papas cocinadas de diferentes modos.

La cocina de la papa o patata, tubérculo consumido desde hace más de 8 000 años se desarrolló en un principio en América del Sur, especialmente en los Andes centrales, y a partir del siglo XVI se expandió a Europa y luego al resto del mundo, con lo que la diversidad de formas de cocción y de recetas se ha diversificado en gran medida en los últimos siglos. La papa es una buena fuente de glúcidos, proteínas y vitamina C y es relativamente fácil de cultivar.
Cocida a la brasa, al vapor, en caldo, tostada, salteada, frita, la patata sirve de ingrediente principal, de acompañamiento a otros alimentos o interviene como ingrediente en la composición de diversos alimentos. Se utiliza igualmente como espesante.
Presente en la mesa de las pobres, la patata se usa igualmente para la realización de menús gastronómicos. Se la encuentra en diferentes momentos de la comida, del aperitivo y la pausa del café.
Esta cocina se hace tradicionalmente a base de tubérculos frescos aunque, cada vez más, aparecen productos conservados y transformados industrialmente, sobre todo en los países occidentales.

## Preparaciones antiguas

### Perú

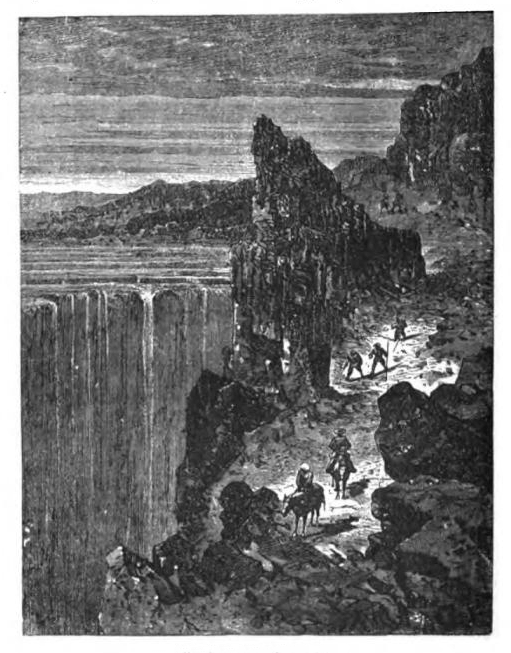
Vista de los Andes de Ernest Roze, Historia de la patata, París (1898).

Joseph Dombey, en una carta escrita de Lima del 20 de mayo de 1779, precisa la manera ancestral utilizada por los peruanos para preparar las patatas que constituyen, con el maíz, su principal alimento: la patata está cocida al agua, después pelada y expuesta al viento y al sol, lo que permite conservarla «varios siglos, garantizándole humedad».

plusieurs siècles, en la garantissant de l’humidité

 Esta papa seca se mezclaba con otros alimentos para el consumo. Otro procedimiento consistía en congelar la patata y a pisarla con los pies para quitar la piel. Así preparada, se ponía al hueco de un río. Quince o veinte días después se exponía al sol. Resultando así el chuño;

un véritable amidon, avec lequel on pourrait faire de la poudre pour les cheveux

, con el cual se podría hacer pólvora para el cabello».

## Subproductos de la papa
A medida que se popularizaba en Europa, este tubérculo fue objeto de numerosos estudios –especialmente en el siglo XVIII– para determinar aspectos como sus propiedades, derivados y aspectos prácticos como el cultivo y la reproducción, las plagas, el uso como alimento de ganado y como alimento humano. De los derivados más importantes son el almidón o fécula, el alcohol de papa, el pan o el jarabe, con multitud de usos artesanales e industriales en la actualidad.

### Almidón o fécula

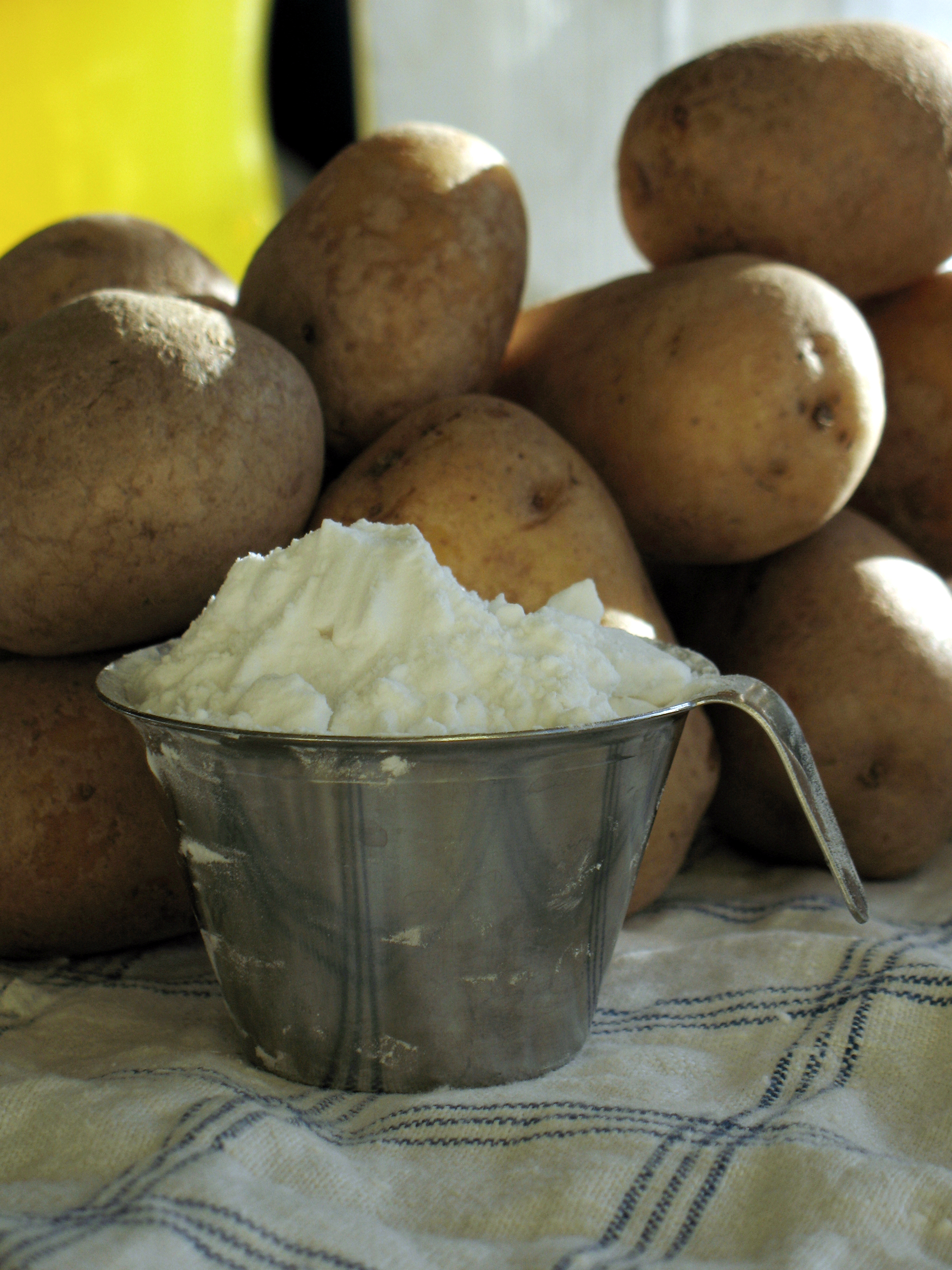
Fécula de patata

A partir de 1731, se extrajo la fécula de patata y se utilizó como sustituto de la fécula de trigo:
« Esta fécula o harina la tomamos en caldo graso o en leche, con azúcar fina, hasta en café con leche o chocolate. Una media cucharada grande es suficiente para cada medio setier: comience por disolver esta harina en frío, luego deje que se cocine durante cuatro o cinco minutos. También se hace en cremas y jaleas de todo tipo, hirviendo primero en medio litro de agua una ralladura de limón o de naranja, con una cuarta parte de azúcar: después de haber colado esta decocción, se colorea con polvo de cochinilla [se refiere al carmesí], por un sol: volvemos a poner todo al fuego; echando dos cucharadas de esta harina que se habrá diluido bien en frío, hay que tener cuidado de removerla bien, dejándola cocer veinte minutos; luego lo regamos en estado de cocción con el jugo de limón o naranja que produzca el resto de la decocción, y lo vertemos todo en los vasos destinados a recibirlo »
También se utiliza en pasteles y galletas; es en particular un ingrediente del gâteau de Savoie; se añade, mezclado con agua, en omelettes y se utiliza para salsas en menor cantidad que la harina.
Hasta el día de hoy, la fécula de patata se produce con multitud de usos industriales. Por ejemplo, se utilizaba para producir miel artificial parecida a la miel de Narbona.

### Pan de papa

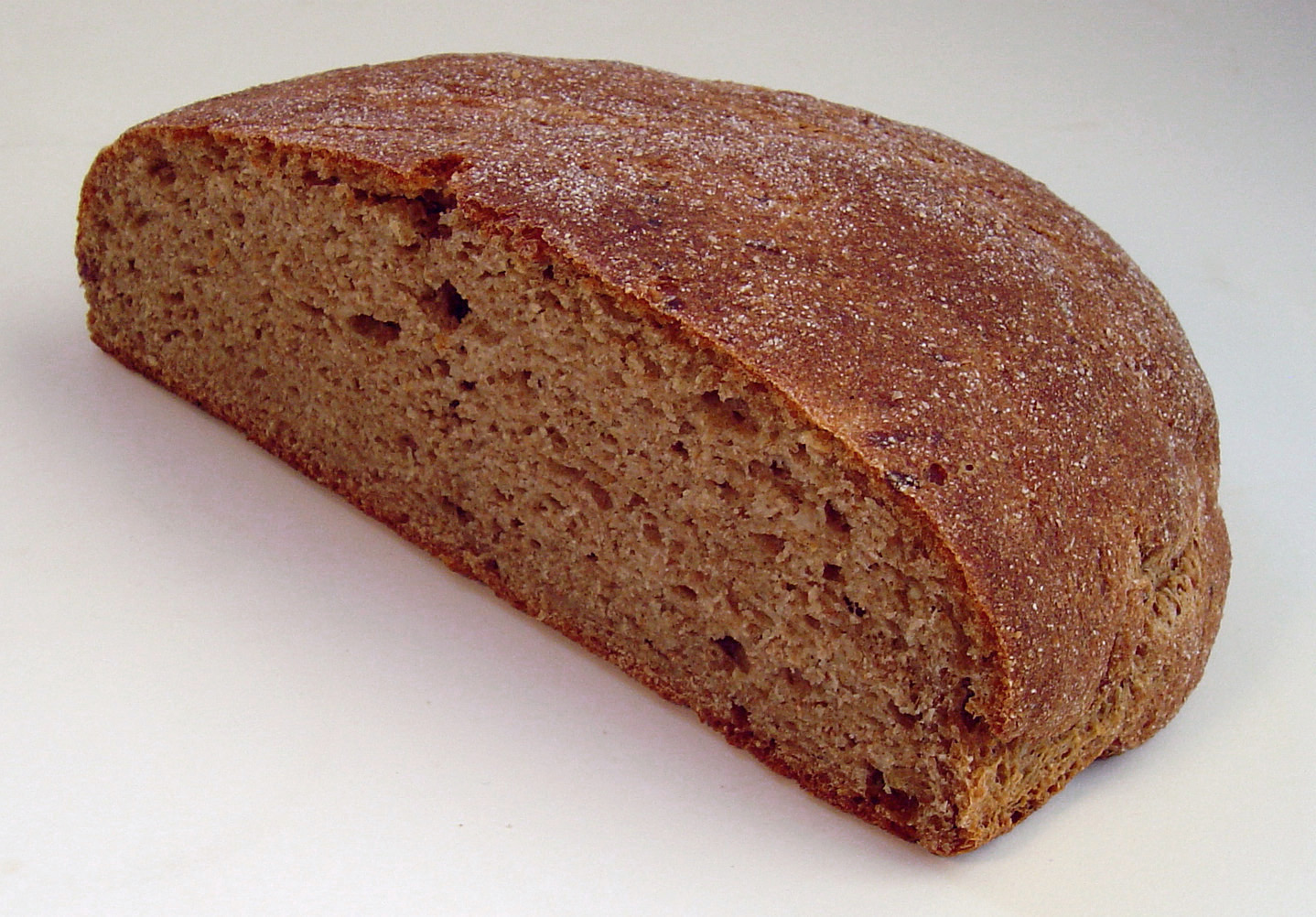
Mitad de pan de patata artesanal

En 1771, Samuel Engel menciona, en su Tratado sobre la naturaleza, cultura y utilidad de las papas de un amigo de los hombres, que la mitad de los europeos viven de pan y la otra de patatas, y también que el pan se hace mezclando un tercio o cuarto de patata con harina de cereales, lo que da un plato «de gusto preferido, al pan puro de trigo».
Se refiere a varios autores, incluido François Mustel, que escribió Mémoire sur les pommes de terre et sur le pain économique. Mustel inventó, antes de 1766, una especie de garlopa invertida para rallar las patatas, peladas o no, hasta obtener una pasta fina que se mezcla con harina de trigo: la proporción de ⅓ de harina por ⅔ de patatas da como resultado un pan comestible, mientras que uno con ambos ingredientes al 50% es todavía mejor, y que a razón de ⅔ de harina por ⅓ de papa ya era difícil darse cuenta de que el pan no es puramente trigo. La mezcla se amasa con masa madre común, pero necesita menos agua y se calienta menos, lo que consecuentemente implica un ahorro adicional.
El pan de papa o patata envejece más lentamente que el pan común de trigo, y permanece tierno hasta quince días. Está muy apreciable prolongación del frescor animó a muchos cultivadores de las Ardenas francesas a añadir a su pan, hasta los años 1980, «un 10% de patatas pasadas por un pasapurés», porcentaje que en el Gaumais se eleva hasta el 50%.
Las investigaciones sobre el uso del tubérculo para la panificación fueron numerosas en Francia a finales del siglo XVIII, sin que sin embargo dieran lugar a la perpetuación masiva de esta práctica.  Un periódico de 1847 argumenta al respecto: «En Escocia, Inglaterra, Holanda, Alemania, Prusia, en la costa báltica, la mayoría de la población vive de patatas durante seis o siete meses al año. En ninguna parte se convierte en pan. Francia, que fue la última en aceptar la patata como sustancia alimenticia, es también la primera en utilizarla para un uso que no puede ser rentable. ¿Por qué tomarse tantas molestias para estropear lo que es bueno?»
El pan de patata sigue siendo de uso familiar o regional, destacando algunas recetas locales como la farcidure de Correza (Francia), el lefse de Noruega o el pan maorí.

### Alcohol

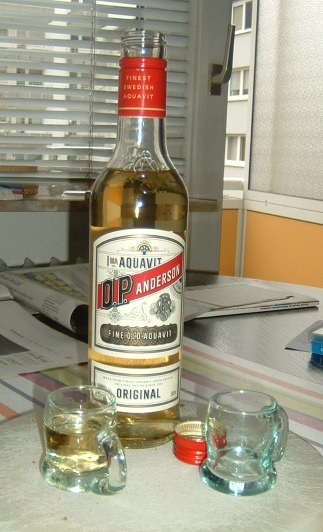
Botella de aquavit, destilado escandinavo de patata

Antoine Parmentier intenta hacer alcohol y cerveza a partir de patatas, porque aprendió que en otros países se destilan , pero admite su fracaso en 1773  . Dos años antes, la Enciclopedia Metódica informó que el brandy de patata era bien conocido por los suecos y otros europeos  .
Cinco métodos se enumeran en 1839, en el Dictionnaire technologique:
1. Por tres maniobras: cocción de las patatas, reducción a papilla, maceración con cebada malteada;
2. Convirtiendo el almidón en jarabe con ácido sulfúrico;
3. Por sacarificación de patatas hervidas hervidas con ácido sulfúrico;
4. Por sacarificación de patatas hervidas con potasa cáustica;
5. Por sacarificación de harina de patata con ácido sulfúrico.[8]

Antonin Rolet da, en 1913, para familias y cooperativas agrícolas , dos recetas de cerveza de fécula de patata, una de lúpulo y fécula, la otra de lúpulo, fécula y harina de malta  .
El aquavit escandinavo, el vodka eslavo, el poitín irlandés y el Härdöpfeler suizo se producen a partir de la destilación de la patata. Se consumen solos, en cócteles o se cocinen para desglasar o flamear.

### Queso de papa
Louis de Jaucourt , en la Encyclopédie ou Dictionnaire raisonné des sciences, des arts et des métiers, cita a un alemán que inventó la manera de hacer tres quesos , a partir de patatas grandes hervidas en su piel, luego peladas y molidas a la cuchara antes de ser mezcladas con leche cuajada; los quesos obtenidos adquieren más calidad y finura a medida que envejecen años.
La Encyclopédie méthodique, que reproduce esta información, especifica las proporciones según las cuales el queso se destina a los pobres (cinco libras de verduras por una de leche cuajada ), a todos (cuatro libras por dos de leche cuajada), o a los mejores. mesas (dos libras por cuatro de leche); añadiendo nata se pueden hacer quesos grandes como los de Holanda. La leche de oveja o cabra funciona mejor que la leche de vaca.

### Café de papa
Según la Encyclopédie ou Dictionnaire raisonné des sciences, des arts et des métiers, los alemanes utilizan la patata como café, ya sea utilizando el tubérculo entero, hervido, raspado, cortado en pequeños cubos que se dejan secar, ya sea utilizando las cáscaras, picado y secado; en ambos casos, el material seco se tuesta , se muele en un molinillo de café , se prepara y se sirve como un café normal, con crema para quienes lo prefieren.

### Jarabe
En repostería, el jarabe o sirope de patata sustituye al azúcar y al jarabe de azúcar. En los Países Bajos, la producción de jarabe de patata comenzó en 1819 en Gouda, donde se construyó la primera fábrica de glucosa de almidón.

## Métodos de cocción
El tubérculo es la única parte comestible de Solanum. Las hojas son venenosas, a diferencia de las de la batata o camote, del género Ipomoea, cuyo tubérculo y hojas se comen.

La papa es un tubérculo que se puede comer crudo, pero es más habitual comerse cocido. En el primer caso, tiene un sabor picante que pierde tras la cocción. En Históricamente se ha usado en viajes marítimos por sus propiedades antiescorbúticas, aunque sin demasiado aprecio por los consumidores; en palabras del Comandante Kane, en 1863:
« En la cena como en el almuerzo aparece nuestra higiénica patata cruda; como todas las medicinas, este plato no es tan apetecible como uno desearía. Lo rallo con mucho cuidado, tomo solo las partes más sanas, le pongo mucho aceite y, sin embargo, a pesar del arte que demuestro, necesito toda mi elocuencia para convencer a mi gente de que cierre los ojos y se trague mi guiso. Nueve de mis invitados son completamente recalcitrantes; [...] en vano muestro a uno de ellos sus encías, ayer blandas e inflamadas, hoy frescas y firmes, gracias a un cataplasma de patata: nada ayuda, con obstinación desechan mi admirable mezcla. »
La cocción se realiza en seco, en agua o vapor o en grasa. La patata también se utiliza como ingrediente en diversas preparaciones.

### Cocción seca

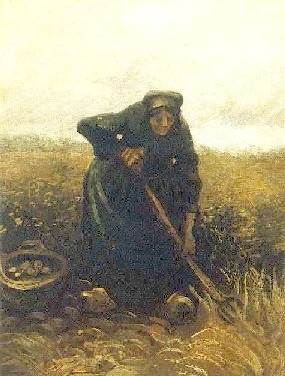
Mujer cosechando patatas (1885), por Van Gogh

En 1750, Étienne-François Geoffroy dio varios datos sobre la cocción de la papa: «los indios, según Acosta, usan su raíz como el pan, la cocinan y la sazonan de diferentes maneras; y cuando la quieren conservar, la secan al sol, y luego la cortan en rodajas. Se usan en este país [en Francia] como las trufas; esta raíz se cuece bajo las cenizas; luego se quita la piel y se sazona con pimienta para hacerla más picante y más agradable: esta comida es bastante buena y se acerca a la de las chirivías y las castañas; sin embargo, provoca flatulencias y no es adecuado para estómagos débiles».
En 1770, Pierre-Joseph Buc'hoz escribió que «los pobres lo comen por necesidad y los ricos por gusto; se preparan de diferentes maneras; los habitantes del campo a menudo sólo los comen cocidos en agua o asado».
La cocción en seco puede considerarse como la primera, ya que inmediatamente después de la dura jornada de cosecha o espiga, el tubérculo se consumía directamente en el campo, cocido en aderezo, sin piel, en las cenizas de arder los propios tallos de la planta. Era costumbre entre los valones de las Ardenas, Famenne y Gaume que el agricultor agradeciera a sus ayudantes, al final de la cosecha, con el cûh'née, un plato de papas asadas. Este plato se sigue preparando hoy día en algunas áreas de Valonia a la hora de organizar banquetes, en los cuales el plato principal es pètêye crompîre ('patata golpeada'), cuya piel produce un sonido seco bajo la acción del calor, sazonada con sal y pimienta, acompañada de mantequilla, cebollas cortadas en aros y arenque en escabeche, cerveza o pèkèt. En Gaume, la roustiquette se preparaba en una olla de hierro fundido, se ponía al fuego sin nada de grasa, quemando los tubérculos en el fondo que daban sabor a los demás.
Escalivadas, es decir, colocadas directamente sobre las cenizas calientes, rodeadas y cubiertas de brasas (nunca puestas directamente sobre ellas) durante unos 45 minutos, las patatas obtienen una piel tostada y crujiente, mientras que el sabor se intensifica en su pulpa; el grado de cocción se comprueba pinchando la papa una aguja.

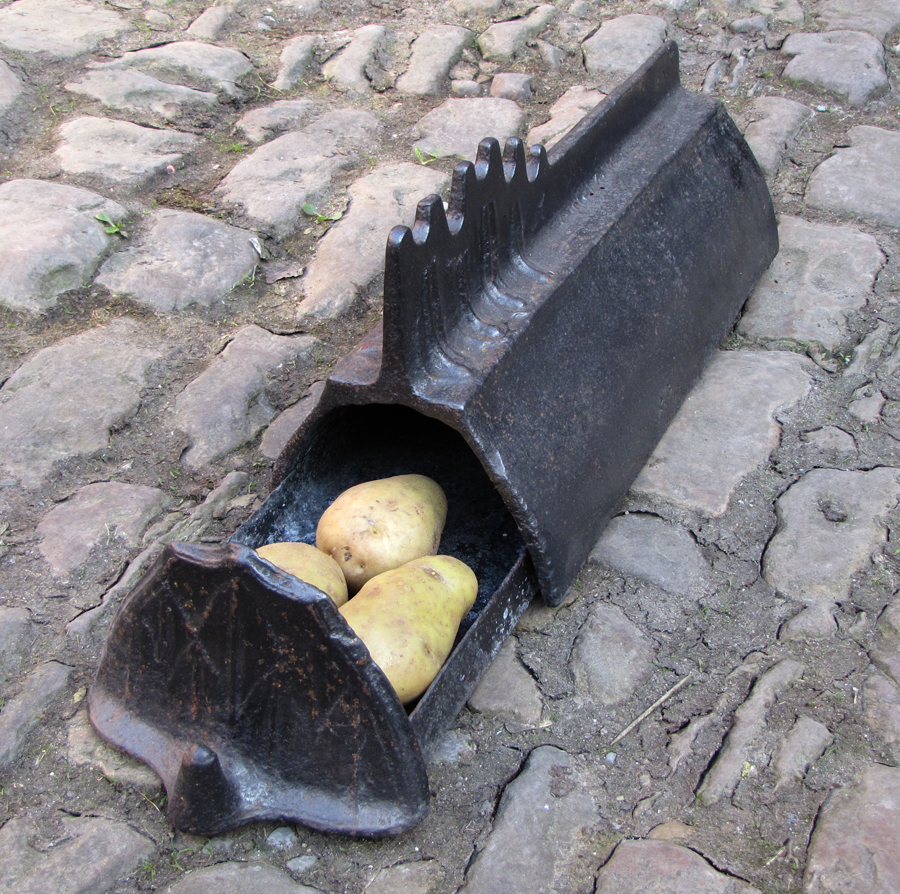
Chenet à tiroir ('morillo con cajón') para cocer patatas o castañas, siglo, Musée de la Gourmandise.

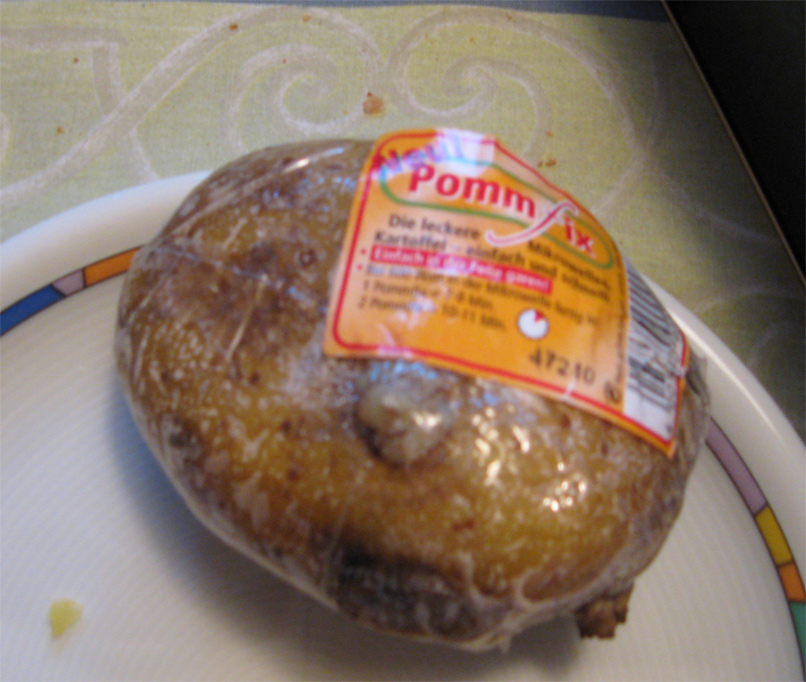
Mikrowellenkartoffel: papa envuelta en plástico para cocinar en microondas.

En los pueblos de Valonia, las patatas se cocinaban en la boquilla de la estufa que servía de parrilla y, en la provincia de Lieja, era de buena educación ofrecer algunas a cada visitante con la fórmula Prindez 'ne crompîre so l' Rusted. Otras formas de cocción en seco son: el horno; la diabla, una especie de cazo doble de terracota que gira sobre el fuego; el chenet à tiroir ('morillo con cajón') que las aísla de las cenizas; un horno de tierra, es decir, un hoyo cavado en la tierra con brasas y piedras, que es típico de varias culturas hispanoamericanas (el curanto chileno, el pib yucateco o la huatia de los Andes).
A partir del siglo XX, la envoltura con papel de aluminio comenzaría a sustituir a estas prácticas ancestrales. Un método de la modernidad es la cocción mediante microondas en un horno de microondas. En casa, el tubérculo se puede cocinar seco, pinchado con unos agujeros, en el microondas de 4 a 6 minutos (en el caso de una potencia de 750 W), pero no presenta el aroma y sabor característicos del asado sobre ceniza.
La lentitud de la cocina tradicional permite utilizar una variedad firme como harinosa; la papa debe ser bastante grande y bastante alargada.

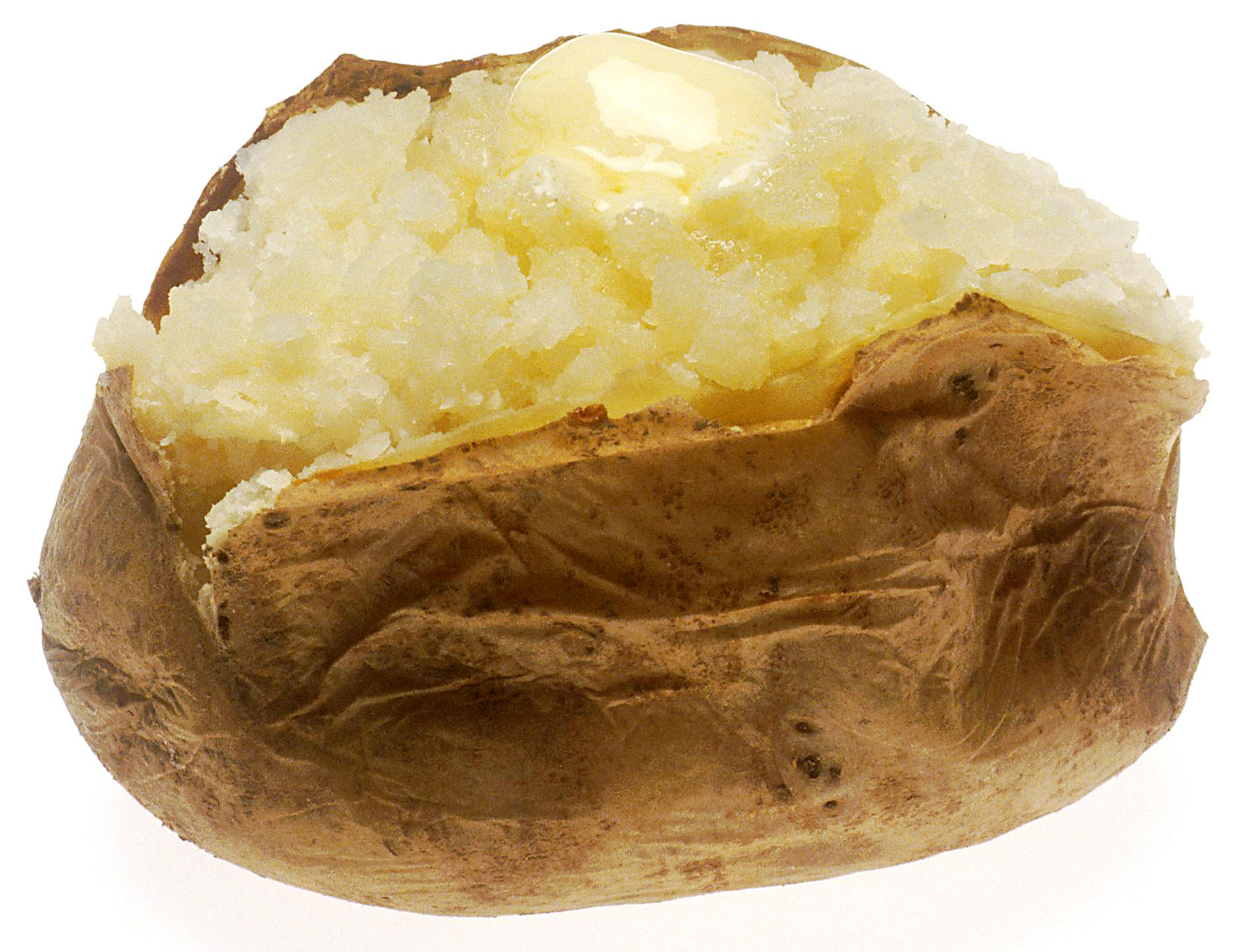
La papa asada y adornada con mantequilla se conoce como «papa nenúfar» en francés y Jacket potato en inglés.

Cocida seca, la patata se puede servir en un plato forrado con una servilleta doblada encima, con sal, pimienta, mantequilla fresca o salada, o con crème fraiche, sazonada con especias y cebollino. Una vez ha reventado, se adorna con una cucharada de mantequilla encima, se llama pomme nénuphar ('papa nenúfar'). Se pueden hacer papas rellenas, cortándolas por la mitad y vaciándolas parcialmente para rellenarlas con otros ingredientes y generalmente grantinándose en el horno. La denominación determinará sus ingredientes: à l'ancienne (mantequilla, yemas de huevo y queso Gruyère), à l'ardennaise (taquitos de jamón, champiñones picados dorados en mantequilla, yemas de huevo y finas hierbas), à la bruxelloise (mostaza, sal, pimienta y nuez moscada, cubierta con rodajas de morcilla), à la canadienne (migas de tocino doradas, cebolla picada, semillas de apio, pimiento verde picado, azúcar, vinagre, sal y pimienta), à la fermière ( guiso picado y sobras de queso), à la hongroise (picado de cebolla dorado en mantequilla, pimentón , espolvoreado con pan rallado ), à la parisienne (chalotas picadas y maceradas en vinagre, mantequilla, sal, pimienta y salsa de tomate como acompañamiento). La receta turca kumpir consiste en una patata rellena servida como comida rápida.
La pulpa sola, mezclada con mantequilla, sal y pimienta, en forma de pequeñas tortitas que se doran en una sartén, en mantequilla o grasa de ganso, da las pommes Macaire; ligado con mantequilla, bechamel y queso rallado, sal y pimienta, hasta formar una pasta que se cuece en una sartén en una mezcla de aceite y mantequilla, da subricas de patata (una especie de croquetas).